# Austrolimnophila interventa
Austrolimnophila interventa là một loài ruồi trong họ Limoniidae. Chúng phân bố ở miền Australasia.